# Джим Брайденстайн
Джеймс Фредерик Брайдънстайн (на английски: James Frederick Bridenstine, роден на 15 юни 1975 г. в Ан Арбър, Мичиган, САЩ) е американски политик, член на Камарата на представителите на САЩ от 1-вия конгресен окръг на Оклахома (2013 – 2019), от 2018 до 2021 г. служи като администратор на НАСА.

## Биография
Учи в университета „Райс“ и университета „Корнел“. Бил е изпълнителен директор на Музея и планетариума на въздуха и космоса в Тулса, Оклахома.
На 1 септември 2017 г. президентът Доналд Тръмп предлага Джим Брайдънстайн за длъжността администратор на НАСА.
На 20 януари 2021 г. Джим Бранденщайн се оттегля като администратор на НАСА, заменен е от сенатор Бил Нелсън.
Женен е и има три деца.